# Debut Records
Debut Records war das erste musikereigene US-amerikanische Musiklabel. Gegründet wurde es 1952 vom Bassisten Charles Mingus mit seiner Frau Celia Nielson Mingus; 1953 kam Schlagzeuger Max Roach hinzu. Es bestand bis 1957. Die Debut-Aufnahmen erscheinen inzwischen im Katalog von Fantasy Records.

## Geschichte des Labels
Um ohne kommerzielle Zugeständnisse an die Jazzproduzenten der großen Label produzieren zu können und die Kontrolle über die eigenen Platten zu haben, gründete Charles Mingus mit dem Schlagzeuger Max Roach im April 1952 das Debut-Label. „Wir entschieden uns früh dazu, unsere eigene Plattenfirma zu gründen, da die Leute uns nicht die Tür einrannten, um uns davon zu überzeugen, dass wir Platten unter eigenem Namen aufnehmen sollten“, so fasste Roach später die Situation zusammen. Das Geld für die ersten Plattenproduktionen brachte Mingus auf; außerdem überzeugte Mingus den Zigarrenhändler William J. Brandt, sich als stiller Teilhaber an der Firma zu beteiligen. Mingus und Roach fungierten als die Leiter und Produzenten. Das Label hatte von Anfang an Probleme mit dem Vertrieb. Debut veröffentlichte zwischen 1952 und 1957 26 Langspielplatten, davon 17 „kleine“ LPs (10 Inch Durchmesser). Im Weiteren wurden dort auch Singles und EPs veröffentlicht. Dem Label war mit Chazz Mar. Inc. ein Musikverlag angegliedert.
Mingus und Roach nahmen auf dem Label nicht nur eigene Projekte auf, sondern beteiligten unterschiedlichste Musiker, um die verschiedenen damals aktuellen Richtungen des Modern Jazz aufzunehmen, Cool Jazz (Lee Konitz), Bebop (Charlie Parker, Dizzy Gillespie und Bud Powell), Gesangsnummern (Jackie Paris) und experimentellen Jazz der verschiedenen Mitglieder des Jazz Composers Workshop. Die Aufnahmen von Mingus eigenem Jazz Workshop (Mingus At The Bohemia, + Max Roach) deuten auf Mingus’ späteres Werk hin. Das Label bemühte sich um eine gerechte Verteilung der erwirtschafteten Gewinne.
Charles Mingus prägte das Debut-Label am nachhaltigsten, als Bassist, Komponist, Bandleader, Arrangeur und Produzent. Neben Aufnahmen als Leader (Mingus At The Bohemia) stellte er sich ganz in den Dienst seiner Entdeckungen. Die Bandbreite, die die Musiker auf den Tonträger des Labels spielten, reichte von Barmusik zu Avantgarde; Mingus spielte bei vielen seiner Produktionen mit und ließ die Kollegen gewähren. Darunter waren auch die Gesangsgruppe The Gordons mit Honi Gordon, der Pianist John Dennis und der Trompeter Thad Jones.
Die Debut-Aufnahmen zeigen Charles Mingus in einem frühen Stadium seiner Entwicklung in den Jahren kurz vor seinem Durchbruch. Besonders die Live-Aufnahmen vom 23. Dezember 1955 mit Max Roach (Mingus at the Bohemia, The Charles Mingus Quintet Plus Max Roach) halten jenen Augenblick fest, als Mingus zu seinem unverwechselbaren Stil findet.
Bereits 1955 produzierte das Label Aufnahmen, die das Arrangiertalent von Alonzo Lonnie Levister in den Mittelpunkt stellten, mit Max Roach nicht mehr abgesprochen waren und diesen vermutlich brüskierten. 1956 fand nur noch eine Aufnahmesession für das Label statt, anders als 1957. Spätestens seit 1956 entfernte sich das Label von der Grundidee der musikereigenen Firma, auf der vorrangig die eigenen Produktionen veröffentlicht werden: Auch Mingus fand für die eigenen Tonträger andere Plattenlabel. Möglicherweise hatten die Aufnahmen bei anderen Firmen auch damit zu tun, dass sich das Label mit dem zunächst sehr ambitionierten Veröffentlichungsprogramm in einer tiefen ökonomischen Krise befand. Diese wurde dadurch verschärft, dass die Musikergewerkschaft AFM bewirkte, dass Debut seine Lizenz aufgeben musste, da das Label seine Tantiemen-Außenstände nicht beglichen hatte.
Organisatorisch betreute Celia Nielson, die Frau von Mingus, gemeinsam mit Margo Ferraci, der Lebensgefährtin von Roach, das Label. Als Nielson 1957 ihren Mann nach dem Ende ihrer Ehe verließ, kam das Label zum Stillstand. Mingus und Roach mussten alle Bänder und Rechte an Nielsons neuen Ehemann Saul Zaentz verkaufen, den Inhaber von Fantasy Records. Nielson, die für Fantasy arbeitete, blieb insofern für das Schicksal der Aufnahmen verantwortlich, die ab 1962 dort teilweise wieder veröffentlicht wurden.
Einige der historischen Debut-Veröffentlichungen entwickelten sich jedoch seit den 1950ern zu gesuchten Sammlerstücken, da sie lange nicht wieder aufgelegt wurden. Andere erschienen nicht nur im Katalog von Fantasy, sondern auch beim französischen America-Label und waren die meiste Zeit im Handel erhältlich. Einige der letzten Aufnahmen, etwa Jimmy Kneppers New Faces sollte als DEB-129 erscheinen, wurde aber aufgrund der Auflösung des Labels nicht mehr in den USA veröffentlicht und erschien nur auf dem dänischen Schwesterlabel.
Die 12-CD-Compilation The Complete Debut Recordings (1990) ist eine (allerdings unvollständige) Dokumentation des Debut-Labels. Sie enthält – mit einer Konzentration auf Charles Mingus – die meisten Sessions, die die Labelbetreiber zwischen 1951 und 1957/58 aufnahmen. Dort fehlen jedoch beispielsweise die Aufnahmen, die Teo Macero, John LaPorta oder Alonzo Levister unter eigenem Namen einspielten und auf Debut veröffentlicht wurden.

## Die Aufnahmesitzungen
April 1951
Mingus hatte noch in Kalifornien Standards wie Body and Soul, Yesterdays, Darn That Dream, Jeepers Creepers mit dem Pianisten Spaulding Givens (später Nadi Qamar) für Discovery Records eingespielt. Diese Sitzung wurde auf der Debüt-EP: Strings and Keys (DLP 1) veröffentlicht. Der Titel Body and Soul enthält das erste längere Bass-Solo, das von Mingus auf Platte erschien. Mit der Bass-Piano-Besetzung setzt sich Mingus in Beziehung zum Bassisten Jimmy Blanton, der das Stück im Duo mit Duke Ellington aufgenommen hatte.
Die Duo-Einspielungen mit Spaulding Givens erschienen auch auf der Einzel-CD The Charles Mingus Duo & Trio – Debut Rarities, Volume 2 (OJCCD1808-2)
12. April 1952
Lee Konitz in Quintett- bzw. Sextettbesetzung (mit Phyllis Pinkerton (p), George Koutzen (cello), Mingus (b) und Al Levitt (dr)) nimmt vier Mingus-Titel für das Debut-Label auf. Den Song I’ve Lost my Love singt Bob Benton, Portrait singt Jackie Paris. Tontechniker war der Pianist Lennie Tristano. Extrasensory Perception klingt beinahe wie ein typisches Stück aus der Tristano-Schule.
16. September 1952
Eine weitere Session im Sextett mit Mingus und Roach mit dem Sänger Jackie Paris (eingespielt werden drei Mingus-Titel Make Believe, Montage, Paris in Blue).
14. April 1953
Spaulding Givens spielt im Trio mit Mingus und Roach.
21. April 1953
The Max Roach Quartet, Featuring Hank Mobley mit Walter Davis junior (p) und Franklin Skeete (kb) veröffentlicht unter DLP 13.
29. April 1953
Eine Trio-Session mit Hank Jones und Max Roach, erweitert um das Gesangs-Quartett The Gordons, zu dem Honi Gordon gehörte.
15. Mai 1953
Mingus veröffentlicht auf seinem Label das legendäre Jazz at Massey Hall-Konzert, das in Toronto, Kanada aufgenommen wurde. Nach dem Trio Bud Powell, Mingus und Max Roach spielen Dizzy Gillespie und Charlie Parker Bebop-Klassiker wie Salt Peanuts, Wee, A Night in Tunisia, All the Things You Are, Hot House und 52nd Street Theme. (The Complete Debut Recordings enthält sowohl die ursprünglich aufgenommene Version als auch eine zweite Version, wo Mingus’ Basspart neu gemischt und besser zu hören ist als in der ersten Version.)
Sommer 1953
Trio aus Billy Taylor, Max Roach und Mingus (Bassically Speaking).
18. September 1953
Die Session Four Trombones mit J. J. Johnson, Bennie Green, Willie Dennis und Kai Winding.
28. Oktober 1953
Jazz Workshop-Band um die Sängerin Janet Thurlow („Eclipse“, Blue Tide), mit Ernie Royal, Teo Macero, John Lewis, Kenny Clarke und dem Cellisten Jackson Willey.
30. November 1953
Paul Bley Trio – LP: Introducing Paul Bley. Das Plattendebüt des kanadischen Pianisten mit Art Blakey und Mingus.
5. Dezember 1953
Teo Macero: Explorations mit Lenny Dijay (accor), Louis Lubella (b), Charles Mingus (b, cello) und Ed Shaughnessy (dr) (veröffentlicht als DLP 6)
5. Dezember 1953
Kenny Dorham Quintet mit Jimmy Heath (ts, bars) Walter Bishop Jr. (p) Percy Heath (b) Kenny Clarke (dr); veröffentlicht als DLP 9.
23. Dezember 1953
The New Oscar Pettiford Sextet mit Julius Watkins (frh), Phil Urso (ts), Walter Bishop, (p) Oscar Pettiford (Cello bzw. Kontrabass) Charles Mingus (b) Percy Brice (d); veröffentlicht als DLP 8.
29. Dezember 1953
Sam Most Sextet mit Doug Mettome (tp, arr), Urbie Green (tb), Bob Dorough (p, arr), Percy Heath (b), Louie Bellson (d) veröffentlicht als DLP 11.
9. März 1954
John LaPorta Quintet mit Louis Mucci (tp), Wally Cirillo (p), Richard Carter (b), Ed Shaughnessy (d) veröffentlicht als DLP 10.
27. Juni 1954
Jazz Workshop mit der Sängerin Ada Moore und John La Porta, Wally Cirillo, Tal Farlow, Oscar Pettiford sowie Osie Johnson. Die Arrangements stammen von Mingus und Alonzo Levister (zunächst veröffentlicht als DLP 15).
11. August 1954
Session unter der Leitung von Thad Jones, mit Frank Wess, Hank Jones, Kenny Clarke.
Unbekanntes Datum 1954
Weitere Aufnahmesitzung unter Leitung von John LaPorta mit Louis Mucci (tp), cl) Barry Galbraith (g) Richard Carter (b) Charlie Perry (d) (veröffentlicht als Three Moods (DEB 122).
21. Januar 1955
Hazel Scott Trio: Relaxed Piano Moods (mit den Labeleignern als Rhythmusgruppe).
10. März 1955
Unter dem Titel Thad Jones / Charles Mingus – Jazz Collaborations, Vol. 1 werden mit einem Quartett um Thad Jones vier Titel (Kompositionen von Jones und Standards) eingespielt und als DLP 17 veröffentlicht (später unter dem Titel The Fabulous Thad Jones wieder zugänglich gemacht). Vermutlich hat Rudy Van Gelder bei der gleichen Sitzung die Rhythmusgruppe als John Dennis Trio (New Piano Expressions) mit Roach und Mingus aufgenommen.
9. Juli 1955
Miles Davis- Blue Moods Mit der Plattenaufnahme für Debut zahlte der Trompeter Schulden an Mingus zurück. Weitere Mitwirkende sind der Vibraphonist Teddy Charles, der Posaunist Britt Woodman und der Schlagzeuger Elvin Jones.
19. September 1955
Session mit Arrangements von Alonzo Levister um den Sänger Don Senay.
23. Dezember 1955
Mingus at the Bohemia mit Max Roach, Eddie Bert, George Barrow, Mal Waldron
Live-Aufnahmen (veröffentlicht als Mingus At The Bohemia, The Charles Mingus Quintet Plus Max Roach). Die Bohemia-Aufnahmen sollten Mingus’ letzte wichtige Einspielungen für Debut sein.
August 1956
Alonzo Levister: Manhattan Monodrama mit Louis Mucci (tp) John LaPorta (as, cl) Lorin Bernsohn (vlc) Arne Gold (xyl, per) Teddy Charles (vib, per) Alonzo Levister (p, arr) Morris Lang (timp) Jackson Wiley (cond) (DEB 125)
10. Juli 1957
Session von Jimmy Knepper, Mingus und Dannie Richmond, u. a. Veröffentlicht als New Faces beim dänischen Schwesterlabel als DEB 129 sowie unter DL 101 als "Jazz Workshop Presents Jimmy Knepper". (Auf CD unter Debut Rarities, Vol 1; OJCCD 1807-2)
September 1957
Jazz Workshop-Session mit Clarence Shaw, Shafi Hadi, Pepper Adams, Dannie Richmond u. a. als „Vorläufer“ der späteren Mingus-Bands (Diese Aufnahmen wurden nicht mehr auf Debut veröffentlicht).
Das letzte, noch für Debut vorgesehene Stück Untitled Percussion Composition (September 1957 oder Anfang 1958 aufgenommen, mit Shafi Hadi, Dannie Richmond, Clarence Shaw, Jimmy Knepper, Horace Parlan oder Phineas Newborn am Piano) war ursprünglich als Soundtrack für den ersten John-Cassavetes-Film Shadows vorgesehen, wurde aber nicht verwendet.
Diese Sessions wurden wieder- bzw. erstveröffentlicht in der 12-CD-Box The Complete Debut Recordings.

## Das dänische Debut-Label
Das dänische Debut-Label wurde 1957 von Ole Vestergaard gegründet, der eine Buchhandlung in der dänischen Kleinstadt Brande besaß und den amerikanischen Debut-Katalog weiterführte, nachdem das US-Label finanziell am Ende war. Dort wurden einige Platten des amerikanischen Labels wiederveröffentlicht, wie auch das in den USA nicht mehr auf den Markt gelangte Jimmy Knepper Debüt-Album von 1957. Ferner erschienen dort als erste Eigenproduktion eine Triosession von Oscar Pettiford, dann das Album The Charles Mingus Quintet: Chazz, aber auch Oscar Pettifords Sextett-Aufnahme als My Little Cello, ein Mitschnitt vom Essen Jazz Festival mit Coleman Hawkins, Bud Powell, Oscar Pettiford und Kenny Clarke oder das 30th Anniversary Album von Don Byas. In den 1960er Jahren öffnete sich dieses Label auch für den Free Jazz und dokumentierte Cecil Taylor Live at the Cafe Montmartre oder Albert Ayler mit Ghosts und Spirits. Es veröffentlichte auch Jazz-Musik dänischer Musiker, wie von Hugh Steinmetz, Bent Axen, Bent Jædig, Jørn Elniff und Allan Botschinsky.

## Diskographie

### 78er/Singles
| Titel, A-Seite           | Titel, B-Seite          | Label, Nummer    | Datum der Aufnahme | Bemerkungen                                                                                                |
| ------------------------ | ----------------------- | ---------------- | ------------------ | --- |
| Precognition             | Portrait                | Debut M 101      | 12. Apr. 1952      | Charles Mingus mit Lee Konitz, Phyllis Pinkerton, George Koutzen, Al Levitt, Jackie Paris (2)              |
| Paris In Blue            | Make Believe            | Debut M 102      | 16. Sep. 1953      | Charles Mingus mit Paige Brook, Jackson Wiley, John Mehegan, Max Roach, Jackie Paris                       |
| Montage                  | Extrasensory Perception | Debut M 103      | 12. Apr. 1952      | dto. jedoch ohne Jackie Paris                                                                              |
| Confidentially           | Mitch’s Blues           | Debut M 104      | Jan. 1953          | Hal Mitchell mit Allen Harris, George Duvivier, Kenny Clarke                                               |
| Orientation              | Mobleyzation            | Debut M 105      | 10. Apr. 1953      | Max Roach mit Idrees Sulieman, Leon Comegys, Gigi Gryce, Hank Mobley, Walter Davis junior, Franklin Skeete |
| Glow Worm                | Sfax                    | Debut M 106      | 10. Apr. 1953      | dto. |
| Just One of Those Things | Drum Conversation       | Debut M 107      | 21. Apr. 1953      | Max Roach Quartet mit Hank Mobley, Walter Davis junior, Franklin Skeete                                    |
| Kismet                   | Chi Chi                 | Debut M 108      | 21. Apr. 1953      | Max Roach Quartet (dto.)                                                                                   |
| I’m a Fool to Want You   | Chou-Manchi-Chou        | Debut M 109      | 21. Apr. 1953      | Max Roach Quartet (dto.)                                                                                   |
| Can You Blame Me         | Bebopper                | Debut M 110      | 29. Apr. 1953      | The Gordons mit Mingus, Max Roach und Hank Jones                                                           |
| Cupid                    | You and Me              | Debut M 111      | 29. Apr. 1953      | The Gordons (dto.)                                                                                         |
| The Edge of Love         | Fanny                   | Debut M 112      | 17. Sep. 1954      | Debut 108                                                                                                  |
| Voila                    | No Fools-No Fun         | Debut BAB0001/02 | 1954               | Single von Babs Gonzales, mit James Moody, Pee Wee Moore, Jimmy Boyd, John Lathan, Clarence Johnston       |

### 25-cm-LPs
| Musiker                           | Titel                          | Label, Nummer | Datum der Aufnahme | Bemerkungen |
| --------------------------------- | ------------------------------ | ------------- | ------------------ | --- |
| Charles Mingus / Spaulding Givens | Strings and Keys               | DLP-1         | Apr. 1951          | |
| Charlie Parker u. a.              | Quintet of the Year            | DLP-2         | 15. Mai 1953       | Quintett-Session mit Charlie Parker, Dizzy Gillespie, Bud Powell, Charles Mingus, Max Roach in Toronto                                                    |
| Charles Mingus/Bud Powell         | Bud Powell Trio                | DLP-3         | 15. Mai 1953       | Trioaufnahmen vom Konzert in Toronto |
| Charlie Parker u. a.              | Quintet of the Year [Vol. 2]   | DLP-4         | 15. Mai 1954       | |
| Jazz Workshop                     | Trombone Rapport               | DLP-5         | 18. Sep. 1953      | Live-Mitschnitt aus dem Putnam Central Club, Brooklyn mit Willie Dennis, J. J. Johnson, Kai Winding, Bennie Green, John Lewis, Charles Mingus, Art Taylor |
| Teo Macero                        | Explorations                   | DLP-6         | 12. Dez. 1953      | Teo Macero mit Orlando DiGirolamo, Louis Labella, Charles Mingus, Ed Shaughnessy                                                                          |
| Paul Bley                         | Introducing Paul Bley          | DLP7          | 30. Nov. 1953      | Debüt-LP des Pianisten, mit Mingus und Art Blakey |
| Oscar Pettiford                   | The New Oscar Pettiford Sextet | DLP8          | 29. Dez. 1953      | Pettiford mit Julius Watkins, Phil Urso, Walter Bishop junior, Charles Mingus, Percy Brice                                                                |
| Kenny Dorham                      | Kenny Dorham Quintet           | DLP-9         | 15. Dez. 1953      | Kenny Dorham mit Jimmy Heath, Walter Bishop Jr., Percy Heath, Kenny Clarke                                                                                |
| John LaPorta                      | John LaPorta Quintet           | DLP10         | 9. März 1954       | LaPorta mit Louis Mucci, Wally Cirillo, Richard Carter, Ed Shaughnessy                                                                                    |
| Sam Most                          | Sam Most Quartet Plus Two      | DLP11         | 29. Dez. 1953      | Sam Most mit Doug Mettome, Urbie Green, Bob Dorough, Percy Heath, Louie Bellson (als Blue Bells)                                                          |
| Thad Jones                        | The Fabulous Thad Jones        | DLP12         | 11. Aug. 1954      | Thad Jones mit Frank Wess, Hank Jones, Charles Mingus, Kenny Clarke                                                                                       |
| Max Roach                         | Max Roach Quartet              | DLP13         | 21. Apr. 1953      | Max Roach Quartet mit Hank Mobley, Walter Davis, Jr., Franklin Skeete                                                                                     |
| Jazz Workshop                     | Trombone Rapport [Vol. 2]      | DLP-14        | 18. Sep. 1953      | Live-Mitschnitt aus dem Putnam Central Club, Brooklyn mit Willie Dennis, J. J. Johnson, Kai Winding, Bennie Green, John Lewis, Charles Mingus, Art Taylor |
| Ada Moore                         | Jazz Workshop, Vol. 3          | DLP15         | 27. Juni 1954      | Die Sängerin Ada Moore mit John LaPorta, Wally Cirillo, Tal Farlow, Oscar Pettiford, Osie Johnson, Alonzo Levister (arr), Charles Mingus (arr)            |
| Hazel Scott                       | Relaxed Piano Moods            | DLP16         | 21. Jan. 1955      | Hazel Scott mit Mingus und Max Roach |
| Thad Jones                        | Jazz Collaboration, Vol. 1     | DLP17         | 10. März 1955      | Thad Jones mit John Dennis, Mingus und Roach |

### 30-cm-LPs
| Musiker             | Titel                  | Label, Nummer | Datum der Aufnahme | Bemerkungen |
| ------------------- | ---------------------- | ------------- | ------------------ | --- |
| Miles Davis         | Blue Moods             | DEB 120       | 9. Juli 1955       | |
| John Dennis         | New Piano Explorations | DEB 121       | 10. März 1955      | John Dennis mit Mingus und Roach                                                                                     |
| John LaPorta        | Three Moods            | DEB 122       | Juni 1955          | LaPorta mit Barry Galbraith, Richard Carter, Charlie Perry                                                           |
| Charles Mingus      | Mingus at the Bohemia  | DEB 123       | 23. Dez. 1955      | |
| The Quintet         | Jazz at Massey Hall    | DEB 124       | 15. Mai 1953       | |
| Alonzo Levister     | Manhattan Monodrama    | DEB 125       | Aug. 1956          | mit Louis Mucci, John LaPorta, Arne Gold, Teddy Charles, Alonzo Levister, Lorin Bernsohn, Morris Lang, Jackson Wiley |
| J. J. Johnson u. a. | Four Trombones         | DEB 126       | 18. Sep. 1953      | Neuausgabe der Live-Aufnahmen                                                                                        |
| Thad Jones          | Thad Jones             | DEB 127       | 11. Aug. 1954      | Thad Jones mit Frank Wess, Hank Jones, Mingus, Kenny Clarke                                                          |
| Charles Mingus      | Chazz!                 | DEB 128       | 23. Dez. 1955      | Die Aufnahmen blieben damals unveröffentlicht.                                                                       |
| Jimmy Knepper       | New Faces              | DEB 129       | 10. Juli 1957      | Die Aufnahmen blieben damals unveröffentlicht.                                                                       |